# Глен Лин (Вирџинија)
Глен Лин (Вирџинија) (енгл. Glen Lyn) град је у америчкој савезној држави Вирџинија. По попису становништва из 2010. у њему је живело 115 становника.

## Демографија
Према попису становништва из 2010. у граду је живело 115 становника, што је 36 (23,8%) становника мање него 2000. године.
| Група             | 2000.       | 2010.       |
| Белци             | 150 (99,3%) | 112 (97,4%) |
| Афроамериканци    | 0 (0,0%)    | 0 (0,0%)    |
| Азијати           | 0 (0,0%)    | 0 (0,0%)    |
| Хиспаноамериканци | 1 (0,7%)    | 3 (2,6%)    |
| Укупно            | 151         | 115         |